# 流溪镇
流溪镇，原名流溪乡，是中华人民共和国四川省达州市渠县曾经下辖的一个镇。
原流溪乡于2016年“撤乡设街道”改为流溪镇，原区划代码由“511725215”改为“511725122”。
2019年12月，撤销流溪镇、东安乡，设立东安镇，以原流溪镇和原东安乡所属行政区域为东安镇的行政区域。

## 行政区划
流溪镇撤销前下辖以下地区：
流溪社区、祥兴村、燕岩村、石柱村、凉井村、千秋村、高庙村、瓜坝村和新象村。